# Cinturón verde

La ciudad de Londres se encuentra rodeada por el Metropolitan Green Belt.

Un cinturón verde es una política de clasificación de suelos utilizada en la planificación urbana para conservar áreas de vegetación salvaje o terreno agrícola alrededor de los núcleos urbanos, proteger el entorno y densificar. Cuando se trata de estructuras de carácter lineal y que pueden cruzar la ciudad en lugar de rodearla se habla de vías verdes.

## Logros
Entre los objetivos de los cinturones verdes se encuentran:
- Proteger el entorno natural al evitar la dispersión urbana.
- Mejorar la calidad del aire en áreas urbanas.
- Densificar la población en el interior del cinturón, reduciendo con ello el impacto per cápita.
- Asegurar que los habitantes de núcleos urbanos grandes tengan fácil acceso a zonas naturales, sin tener que desplazarse largas distancias.
- Proteger el carácter rural de poblaciones situadas cerca de grandes ciudades que de no existir el cinturón verde podrían quedar anexionadas a la ciudad debido a la expansión de sus suburbios.

Al respecto, el doctor en derecho y urbanista Joan Amenós Álamo comenta que "La fórmula inglesa de los cinturones ver des ha sido una de las más aplaudidas como barrera urbanística radical. Si bien se ha criticado su carácter mecánico y su efecto inflacionario sobre el resto de inmuebles, un amplio sector se muestra favorable a su mantenimiento e intocabilidad". Aunque el objetivo original del cinturón verde londinense se ha cumplido, no todas las consecuencias son positivas, ya que parece generar gentrificación al no topar el precio del metro cuadrado.

## Efectividad
La capacidad de los cinturones verdes para alcanzar sus objetivos puede diferir en función del país y de la ciudad en la que se implanta. El intento de mantener los núcleos de población pequeños separados de la gran ciudad para que funcionen de forma independiente a veces no se consigue y los núcleos de población periféricos, aun estando separados de la ciudad, funcionan como ciudades satélites más que como ciudades independientes.
Sin embargo, sí se ha demostrado que "limitar el aumento de las zonas urbanas en un territorio determinado, reduciendo los daños al medio ambiente", mediante la comparación histórica de 60 ciudades europeas entre 2006-2015, la mitad de las cuales implantó cinturones verdes urbanos. El 90 % de las ciudades que cuentan con un cinturón verde han experimentado una disminución de la expansión urbana durante el periodo considerado, frente al 36,7 % de ciudades sin cinturón que también han reducido su expansión. Entre las conclusiones de este estudio se encuentran que
1. los cinturones verdes han sido muy eficaces para frenar la expansión urbana y, en la mayoría de los casos, han contribuido a reducirla;
2. aunque la expansión urbana también disminuyó en algunas ciudades sin cinturón verde, la disminución media relativa de la expansión fue mucho mayor en las ciudades con cinturones verdes;
3. los cinturones verdes fueron algo más beneficiosos para limitar la expansión urbana en las ciudades con mayor población;
4. la eficacia de los cinturones verdes se debió principalmente a la reducción del consumo de suelo por persona, es decir, mediante la densificación de las zonas edificadas.

## Ejemplos
Algunos ejemplos de cinturón verde en Europa son el Metropolitan Green Belt de Londres, el Bosque del Sur de Madrid (aunque este no circunvala la ciudad), la Huerta de Valencia y el Cinturón Verde de Burgos.
En América destaca el Cinturón Verde Metropolitano de Medellín (Colombia), que aunque no cierra por el norte o el sur, actúa como faja para evitar la dispersión urbana.